# Kabinett Loukas Papadimos

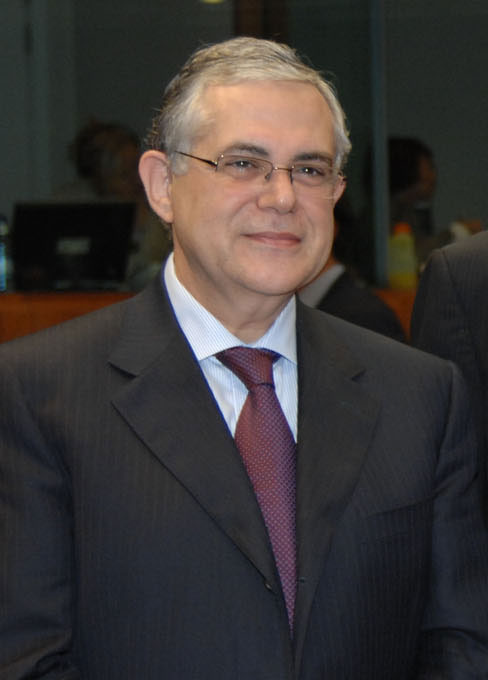
Papadimos, 2007

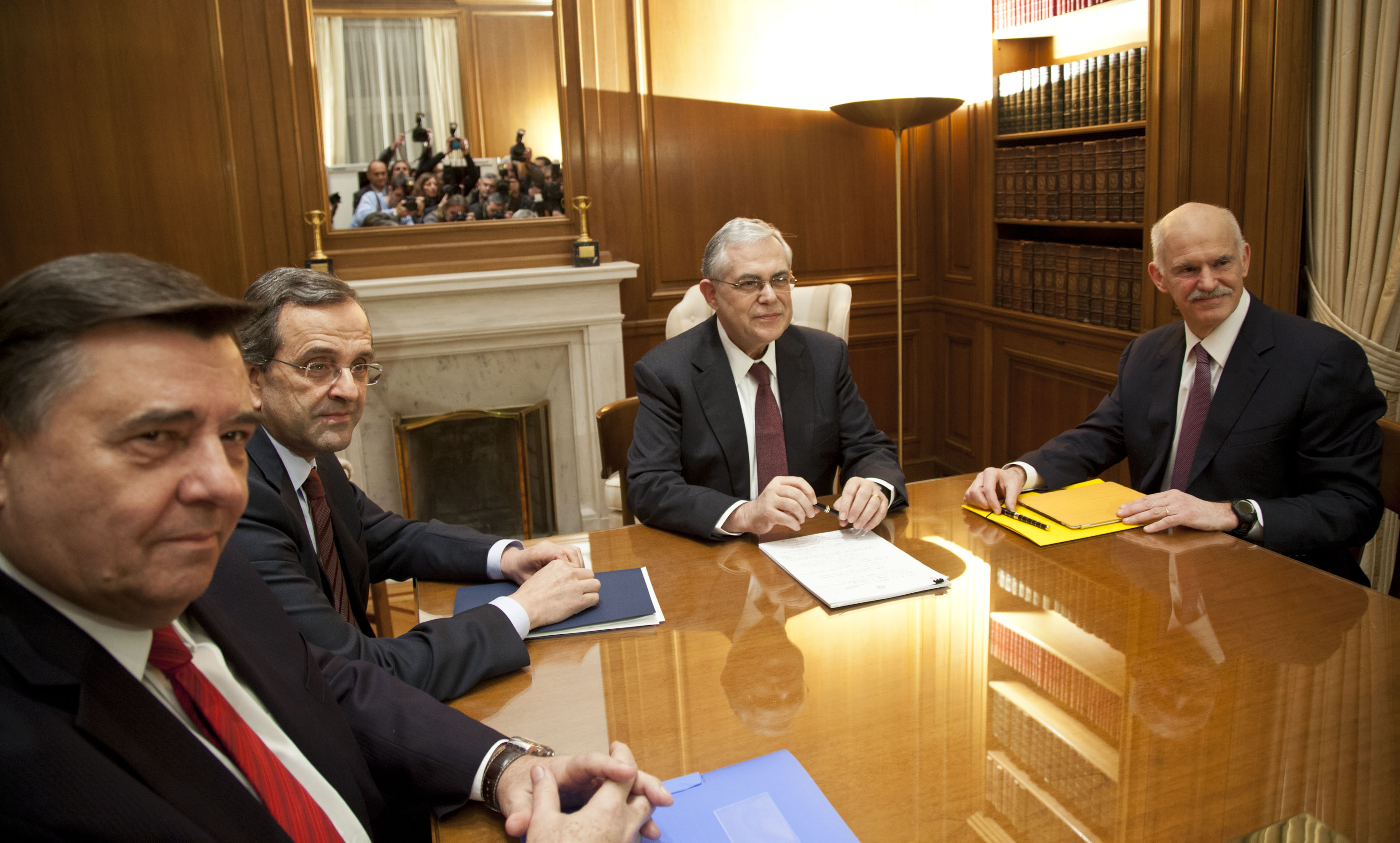
Papadimos bei einer Sitzung mit den Parteichefs von Nea Dimokratia, PASOK und LAOS

Das Kabinett der Übergangsregierung Griechenlands des Ministerpräsidenten Loukas Papadimos war vom 11. November 2011 bis zum 17. Mai 2012 im Amt und löste das Kabinett Giorgos Andrea Papandreou ab. Die Regierung wurde von einer drei-Parteien-Koalition aus PASOK, Nea Dimokratia und LAOS unterstützt.

## Mitglieder des Kabinetts
| Ministerium                                                    | Amtsinhaber                                           | Griechische Schreibweise | Partei                                         |
| -------------------------------------------------------------- | ----------------------------------------------------- | ------------------------ | ---------------------------------------------- |
| Ministerpräsident                                              | Loukas Papadimos                                      | Λουκάς Παπαδήμος         | Parteilos                                      |
| Stellvertretende Ministerpräsidenten                           | Theodoros Pangalos                                    | Θεόδωρος Πάγκαλος        | PASOK                                          |
| Stellvertretende Ministerpräsidenten                           | Evangelos Venizelos bis 21. März 2012                 | Ευάγγελος Βενιζέλος      | PASOK                                          |
| Außenminister                                                  | Stavros Dimas                                         | Σταύρος Δήμας            | Nea Dimokratia                                 |
| Innenminister                                                  | Tasos Giannitsis                                      | Τάσος Γιαννίτσης         | PASOK                                          |
| Finanzminister                                                 | Evangelos Venizelos                                   | Ευάγγελος Βενιζέλος      | PASOK                                          |
| Finanzminister                                                 | Filippos Sachinidis ab 21. März 2012                  | Φίλιππος Σαχινίδης       | PASOK                                          |
| Verteidigungsminister                                          | Dimitris Avramopoulos                                 | Δημήτρης Αβραμόπουλος    | Nea Dimokratia                                 |
| Justizminister                                                 | Miltiadis Papaioannou                                 | Μιλτιάδης Παπαϊωάννου    | PASOK                                          |
| Arbeitsminister                                                | Giorgos Koutroumanis                                  | Γιώργος Κουτρουμάνης     | PASOK                                          |
| Minister für Umwelt, Energie und den Klimawandel               | Giorgos Papakonstantinou                              | Γιώργος Παπακωνσταντίνου | PASOK                                          |
| Minister für Entwicklung, Wettbewerbsfähigkeit und Schifffahrt | Michalis Chrysochoidis                                | Μιχάλης Χρυσοχοΐδης      | PASOK                                          |
| Minister für Entwicklung, Wettbewerbsfähigkeit und Schifffahrt | Anna Diamantopoulou ab 8. März 2012:                  | Άννα Διαμαντοπούλου      | PASOK                                          |
| Minister für Gesundheit und soziale Solidarität                | Andreas Loverdos                                      | Ανδρέας Λοβέρδος         | PASOK                                          |
| Landwirtschaftsminister                                        | Kostas Skandalidis                                    | Κώστας Σκανδαλίδης       | PASOK                                          |
| Minister für Bildung, Lebenslanges Lernen und Religion         | Anna Diamantopoulou                                   | Άννα Διαμαντοπούλου      | PASOK                                          |
| Minister für Bildung, Lebenslanges Lernen und Religion         | Georgios Babiniotis ab 8. März 2012:                  | Γεώργιος Μπαμπινιώτης    | Parteilos                                      |
| Kultur- und Tourismusminister                                  | Pavlos Geroulanos                                     | Παύλος Γερουλάνος        | PASOK                                          |
| Minister für Infrastruktur und Verkehr                         | Makis Voridis                                         | Μάκης Βορίδης            | LAOS (bis zum 10. Februar 2012) Nea Dimokratia |
| Minister für Dezentralisation und E-Government                 | Dimitris Reppas                                       | Δημήτρης Ρέππας          | PASOK                                          |
| Minister für Bürgerschutz                                      | Christos Papoutsis zurückgetreten am 27. Februar 2012 | Χρήστος Παπουτσής        | PASOK                                          |
| Minister für Bürgerschutz                                      | Michalis Chrysochoidis ab 21. März 2012               | Μιχάλης Χρυσοχοΐδης      | PASOK                                          |
| Staatsminister und Regierungssprecher                          | Giorgos Stavropoulos                                  | Γιώργος Σταυρόπουλος     | Parteilos                                      |

Am 10. Februar 2012 entzog LAOS der Regierung die Unterstützung, da die Partei nicht länger bereit war, die drastischen Sparauflagen mitzutragen, die von EU, EZB und IWF zur Bedingung für weitere Finanzhilfen gemacht wurden. Makis Voridis trat daraufhin zur Nea Dimokratia über.

## Abfolge
Da sich nach der Parlamentswahl am 6. Mai 2012 keine mehrheitsfähige Regierung bilden konnte, rief Staatspräsident Papoulias für den 17. Juni 2012 eine Neuwahl aus und besetzte den Posten des Ministerpräsidenten mit einem der obersten Richter des Landes, Pikrammenos.
So wurde das Kabinett Papadimos am 17. Mai 2012 vom Kabinett Panagiotis Pikrammenos abgelöst.